# Yu, o Grande

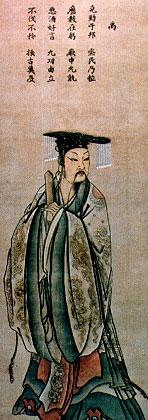
Yu, o Grande

Yǔ (禹, 21º século aC), nasceu em Sì Wénmìng (姒文命), chamado por muitos como o status lendário de Yu, o Grande (大禹dà-Yǔ), foi o primeiro governante e fundador da Dinastia Xia. Ele nasceu no ano de 2.059 aC, chamado como o Ano do Tigre. Ocasionalmente identificado como um dos Três Augustos e os Cinco Imperadores, ele é lembrado por ter ensinado ao povo técnicas de controle das cheias do rio Amarelo para domar os rios e lagos da China. Era filho de Gun, um dos bisnetos do Imperador Amarelo.
Yu estabeleceu sua capital na Cidade de Yang (阳城). De acordo com o anais de Bambu, no segundo ano do seu reinado, o primeiro-ministro anterior do rei de Shun morreu. No 5º ano, ele realizou a primeira reunião com todos os líderes dos estados (诸侯) em Tushan (涂山). No 8º ano, ele realizou uma segunda reunião com os dirigentes de todos os estados em Kuaiji (会稽), e no intuito de reforçar seu domínio sobre o trono, matou um dos líderes do norte, Fangfeng (防风氏).

## Enchente Épica
De Acordo com a mitologia chinesa a Grande Enchente (Dilúvio) ocorreu em um evento geralmente conhecido como Da Yu zhi shui (大禹治水) ou "Yu, o Grande, controla as águas".  O texto mais antigo que contém informações sobre o dilúvio é o Shang Shu.
No começo do diluvio, o pai de Yu, Gun, foi designado por Yao para domar as águas furiosas. Em 9 anos, Gun construiu barragens de terra por toda o reino na esperança de conter as águas, mas durante o período da poderosa enchente, as barragens colapsaram em todos os lugares e o projeto foi um total fracasso. Yao, em seguida, entregou o governo à Shun que passou a supervisionar o controle de enchentes. Vendo o fracasso, Shun executa Gun. Ele então recruta Yu como sucessor de seu pai nos esforços do controle da inundação. Dois oficiais (伯益), (后稷) e um grande grupo de trabalhadores também foram mandados sob o comando de Yu. Em vez de construírem mais barragens, Yu arquitetou um plano diferente. Ele abriu novos canais fluviais, que serviram tanto para o escoamento das águas torrenciais assim como canais de irrigação até rios distantes e depois até mares distantes. Na época existia um canal estreito, no Monte Longmen ao lado do Rio Amarelo, que bloqueava as águas que iam para o leste. Yu contratou um grande numero de trabalhadores para alargar este canal. Esta abertura vem a ser conhecida desde então como a lendária "porta de Yu" (禹門口).
Devido a este sucesso, as pessoas respeitavam-no mais tarde e referiam-se a ele como "Grande Yu" ou "Yu, o Grande". O povo de sua tribo era também chamado de "Xia (夏)", então ele foi renomeado de Xia Yu (夏禹). É também conhecido que ele fez um grande sacrifício fisico para controlar o dilúvio. Suas mão ficaram todas cheias de calos duros, e seus pés totalmente inchados. Todas as suas unhas dos pés cairam. Suas canelas não tinham mais glandulas sudoriparas. Muitos choraram por Yu, que não apenas sacrificou seu corpo, mas também passou 13 anos lidando com as enchentes.
Depois de dada a Yu a tarefa de lutar contra o dilúvio, ele ficou casado apenas quatro dias. Ele disse adeus a sua mulher, explicando que não sabia se conseguiria retornar. Durante os treze anos da enchente, ele visitou sua familia apenas três vezes. E em todas as vezes não voltou a sua própria casa. A primeira vez, quando escutou que sua esposa estava no trabalho de parto. Na segunda visita o seu filho já podia o chamar de pai. Sua familia o pediu para retornar ao lar, mas ele disse que era impossível pois a enchente continuava. A terceira vez, seu filho tinha mais de 10 anos Em cada vez, Yu recusava-se a passar pela porta, dizendo que a inundação deixou incontáveis desabrigados e que por conta disto ele mesmo não se permitiria descansar.
Por causa disto, Yu ganhou o status de divindade. Para os chineses, Yu tem tanta importância que existe um provérbio popular que diz: "Não somos peixes graças a Yu"